# Kościół Chrystusa Zbawiciela w Wydminach
Kościół Chrystusa Zbawiciela – rzymskokatolicki kościół parafialny należący do dekanatu Giżycko - św. Krzysztofa diecezji ełckiej.

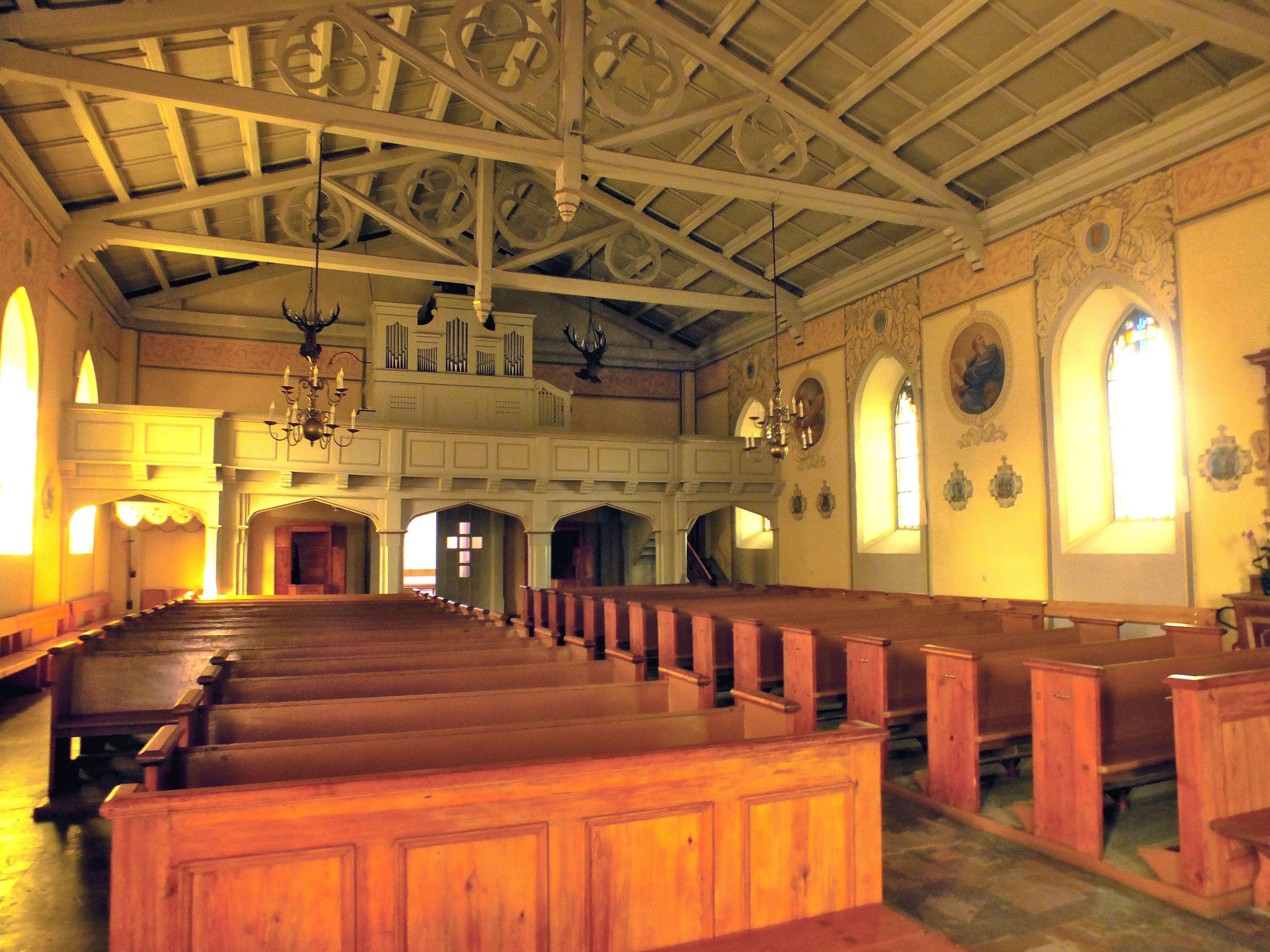
Wnętrze kościoła

Kościół został zbudowany w II połowie XVI wieku jako ewangelicki. W 1572 roku świątynia została zniszczona przez pożar. Na dawnych fundamentach kościół został odbudowany w 1701 roku. Po zniszczeniach wojennych świątynia została odrestaurowana w 1925 roku. Po II wojnie światowej kościół został przejęty przez ludność katolicką. W latach 1961–1962 świątynia przeszła generalny remont wnętrza.
Ołtarz główny pochodzi z 1719 roku i został wykonany w niepolichromowanym drewnie. Ambona również pochodzi z 1719 roku i jest podtrzymywana przez figurę Anioła. Mocne dębowe drzwi boczne do kruchty są dwuczęściowe i posiadają rzeźbione ornamenty roślinne i litery F.C.III. 1700. Świątynia posiada trzy ołtarze boczne. We wnętrzu znajdują się 3 żyrandole, wykonane z rogów jelenia w XVII wieku.